# Simulium auristriatum
Simulium auristriatum är en tvåvingeart som beskrevs av Lutz 1910. Simulium auristriatum ingår i släktet Simulium och familjen knott. Inga underarter finns listade i Catalogue of Life.